# Adolphe Braun

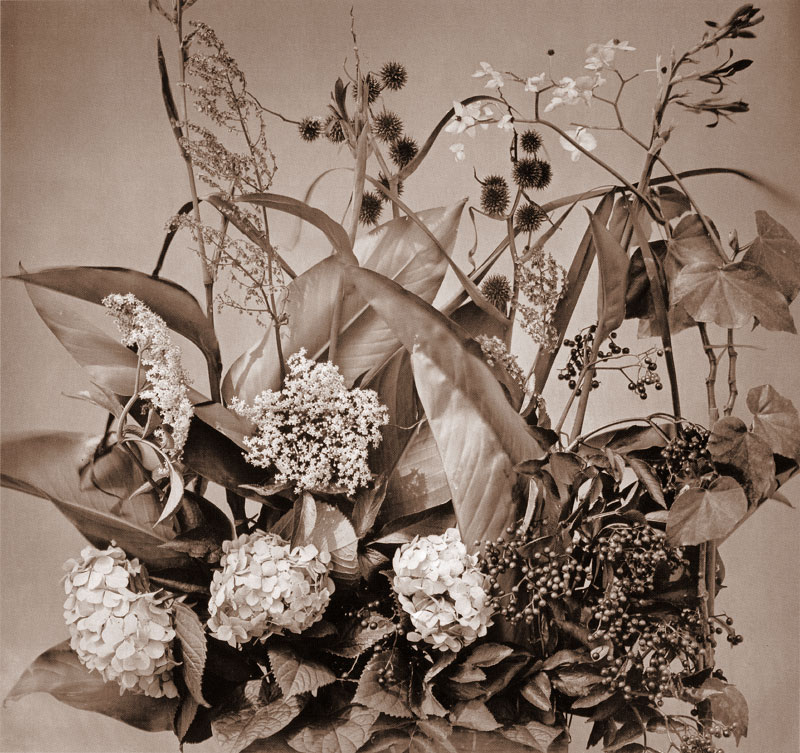
Adolphe Braun: Studie květin, 1855

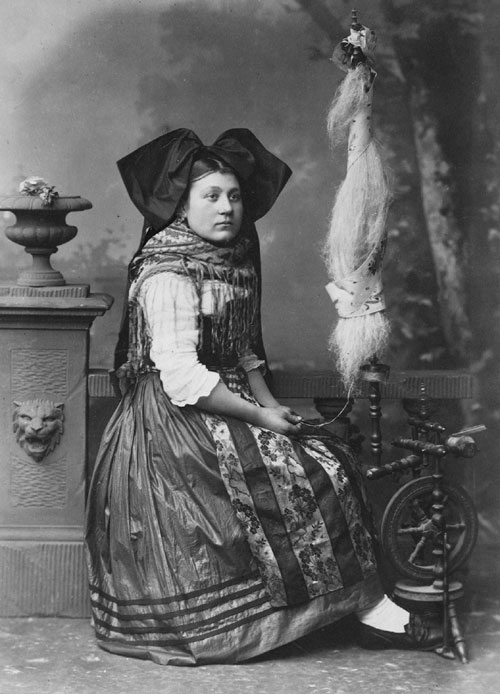
Adolphe Braun: Tradiční alsaský kostým, 1870

Adolphe Braun (13. května 1812 Besançon – 31. prosince 1877 Dornach) byl francouzský textilní designér a fotograf.

## Život a dílo
Pracoval jako projektant a designér vzorů textilního materiálu v tiskárně kartounů v Mylhúzech (Alsasko). V roce 1847 se začal věnovat fotografii a v roce 1850 si otevřel v Dornachu (v roce 1913 byl začleněn k Mylhůzám) své vlastní studio a v roce 1868 také jedno v Paříži. Mezi jeho hlavní zájmy v období na počátku 60. let byla výroba topografických pohlednic Evropy. Později se vrátil k reprodukci uměleckých děl, jako byly obrazy, kresby, litografie, lepty nebo sochy. S reprodukcí slavných obrazů získal celosvětovou proslulost. K vytvoření potřebného velkého množství používal především metodu uhlotisku. V roce 1869 byl pozván, aby fotograficky zdokumentoval otevření Suezského průplavu v Egyptě. Další významnou oblastí, které se věnoval byla panoramatická krajinářská fotografie pořizovaná velkoformátovým fotoaparátem.
Byl průkopníkem módní fotografie. Roku 1856 vydal knihu, která obsahovala 288 fotografií Virginie Oldoiniové, hraběnky Castiglione, toskánské šlechtičny, milenky Napoleona III. Fotografie ji zobrazovaly v jejích dvorských šatech, které se považují za první fotografovaný módní model.
Ve své době získal řadu ocenění a medailí na fotografických výstavách.
Během prusko-francouzské války dokumentoval mnoho škod a poškození, zejména na mostech. Později dokumentoval stavbu Gotthardské železnice a Gotthardského tunelu, které byly dokončeny a uvedeny do provozu v roce 1882.
Vlastnil mimo jiné také farmu s osmdesáti kravami a deseti koňmi.
Po jeho smrti v jeho práci a vedení společnosti pokračoval jeho syn Gaston Brown. Název podniku byl změněn v roce 1889 na „Braun, Clément et Cie“ a v roce 1910 na „Braun et Cie“.

## Fotografické cykly
- Fleurs photographiées (1854) – Série fotografií květin a kytic pro dekorativní umění. Cf: bibliographie Pierre Gascar.
- Les animaux de ferme (kolem 1860)
- Les vues panoramiques de la Suisse, de Paris, de Savoie, de l'Italie (1866–1870)
- La panoplie du gibier (1867)
- Les costumes de la Suisse (1869), Découvrir cette magnifique série
- Les vues d'Égypte réalisées à l'occasion de l'inauguration du Canal de Suez (1869)
- Le Théâtre de la guerre à Paris, Strasbourg et Belfort (1870-1871)

## Výstavy
- Světová výstava 1855[3]

## Galerie

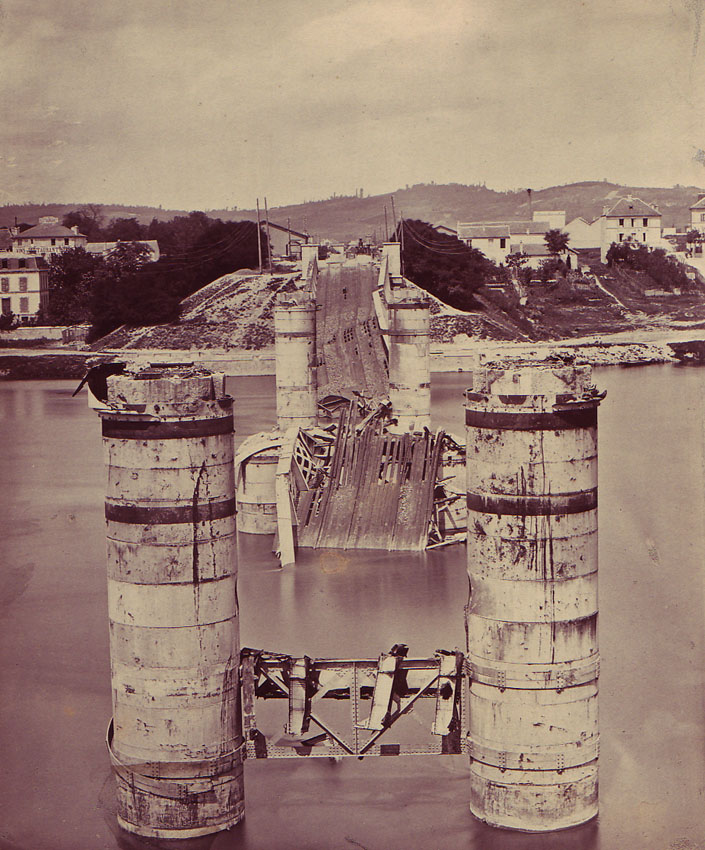
Adolphe Braun: Pont des chemins de fer, Argenteuil, 1871
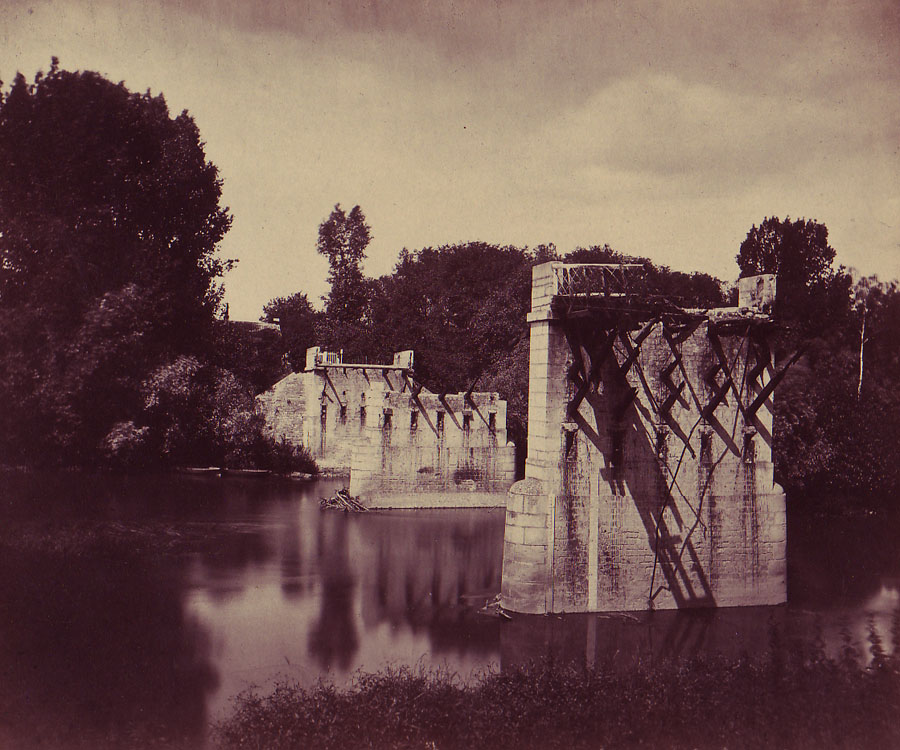
Adolphe Braun: Pont de Champigny-sur-Marne, 1871
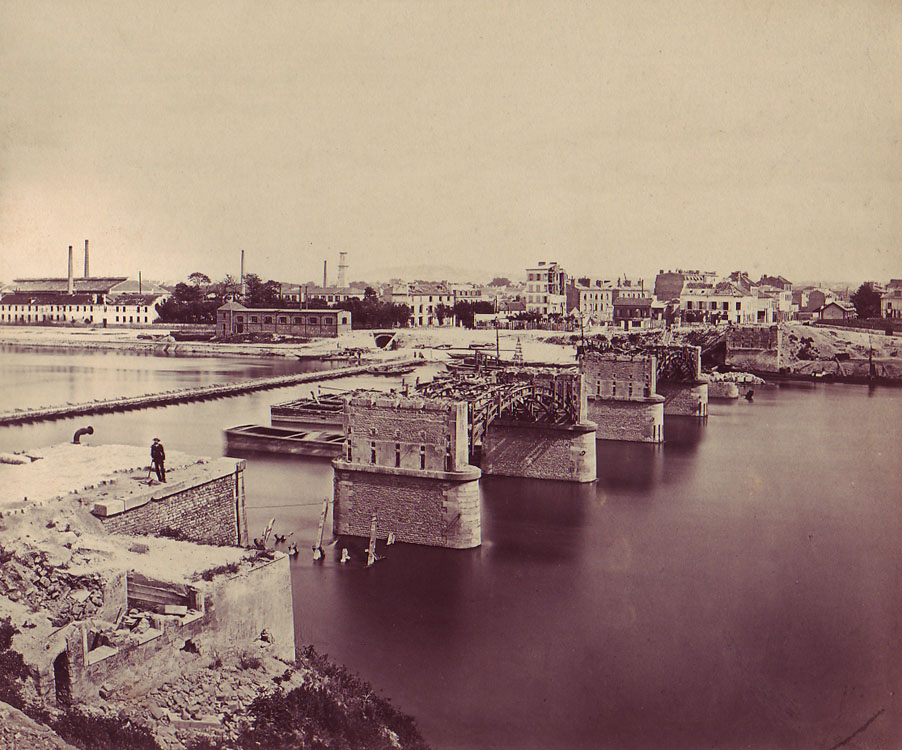
Adolphe Braun: Asnières, Chemin de fer, 1871
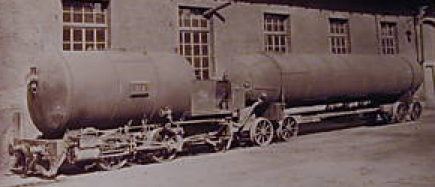
Adolphe Braun: Gotthardbahn Luftlokomotive (výřez).
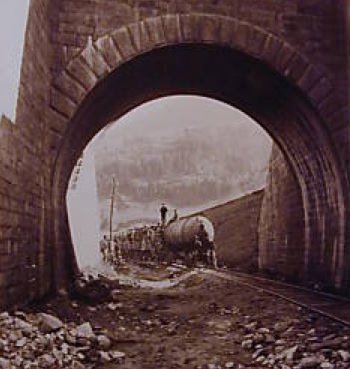
Adolphe Braun: Gotthardbahn Tunneleingang in Airolo (výřez).
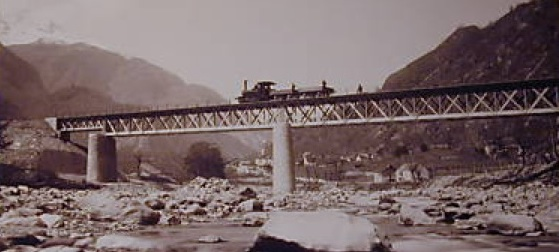
Adolphe Braun: Gotthardbahn Untere Tessinbrücke mit Giornico (výřez).
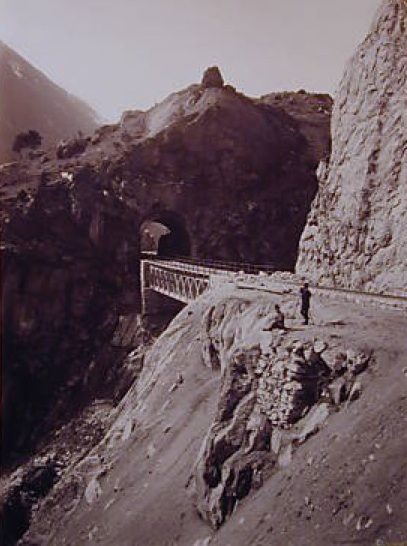
Adolphe Braun: Gotthardbahn Strahllochbrücke (výřez).
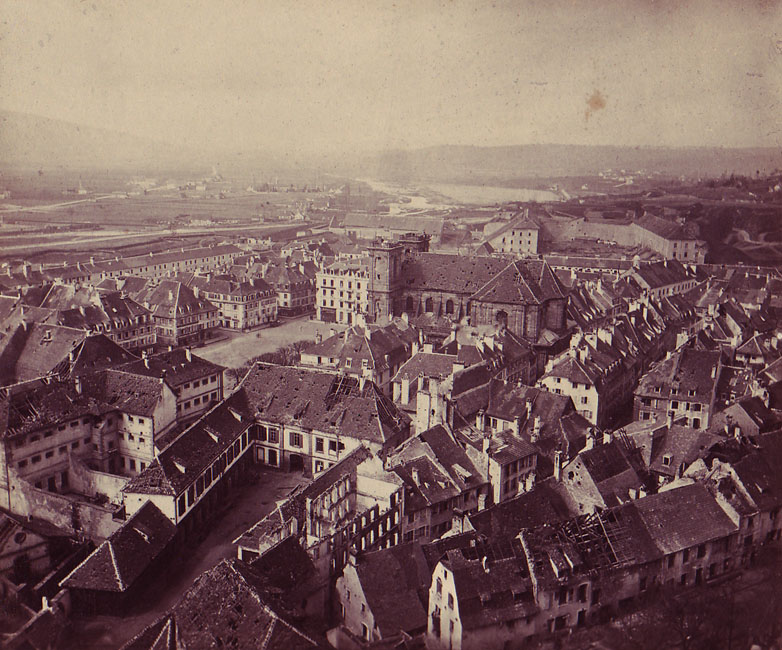
Belfort, 1870-71
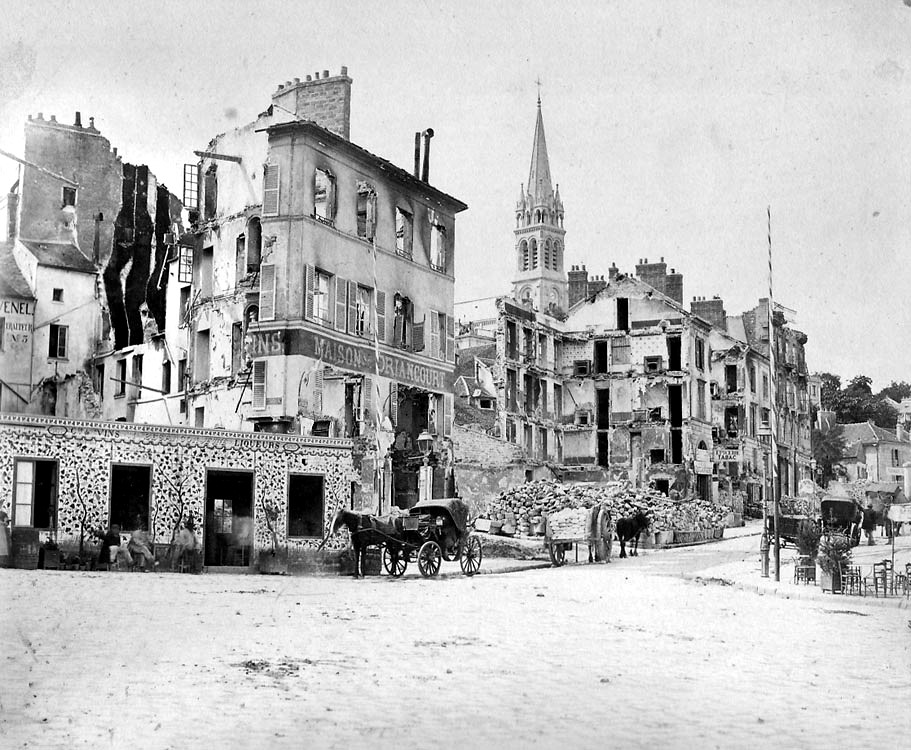
Saint-Cloud, 1871
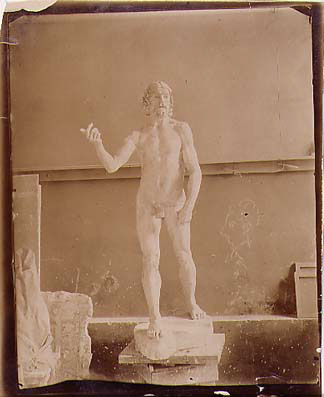
Reprodukce sochy Saint Jean Baptiste od Augusta Rodina
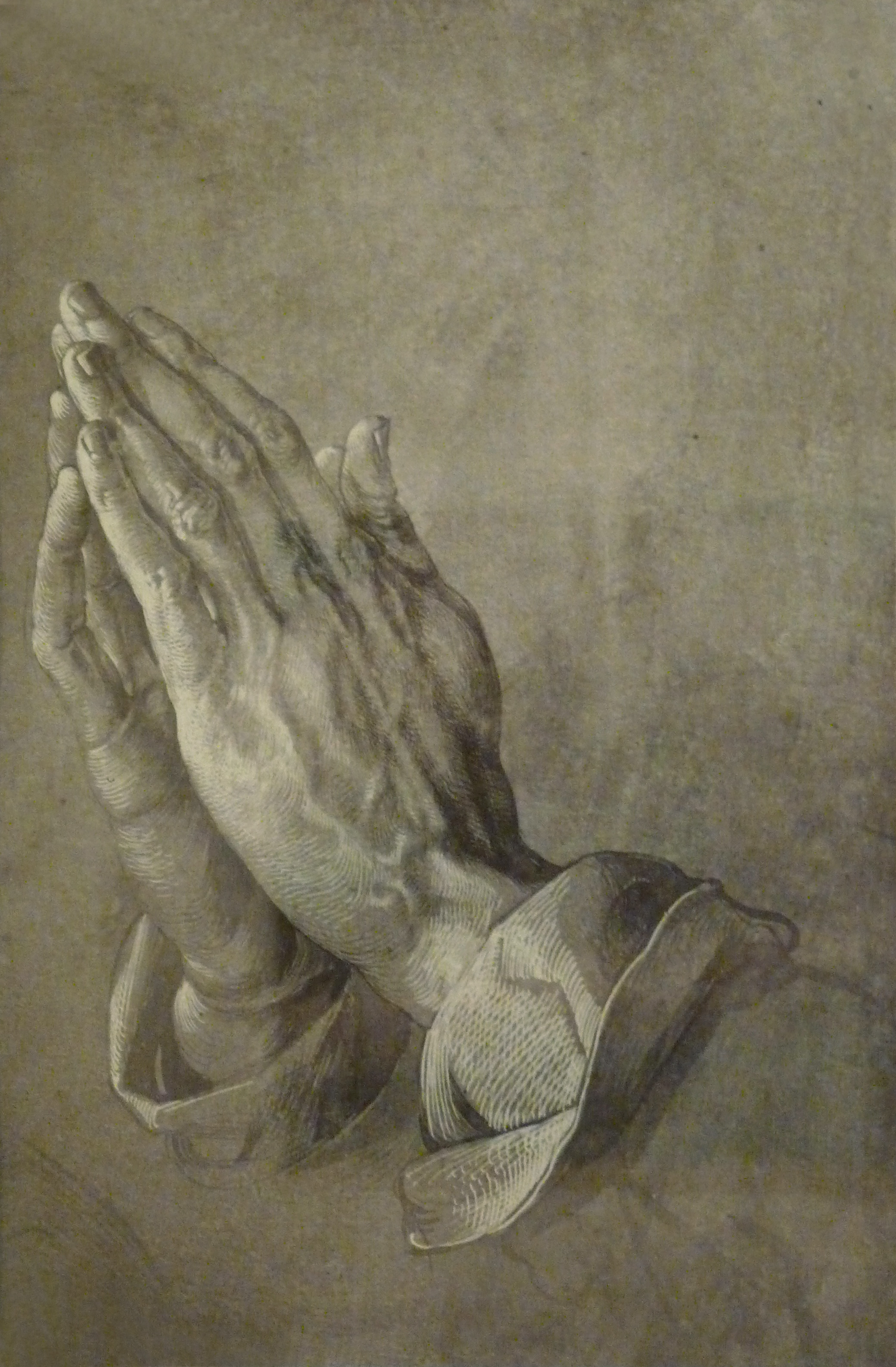
Reprodukce obrazu Mains en prière Albrechta Dürera
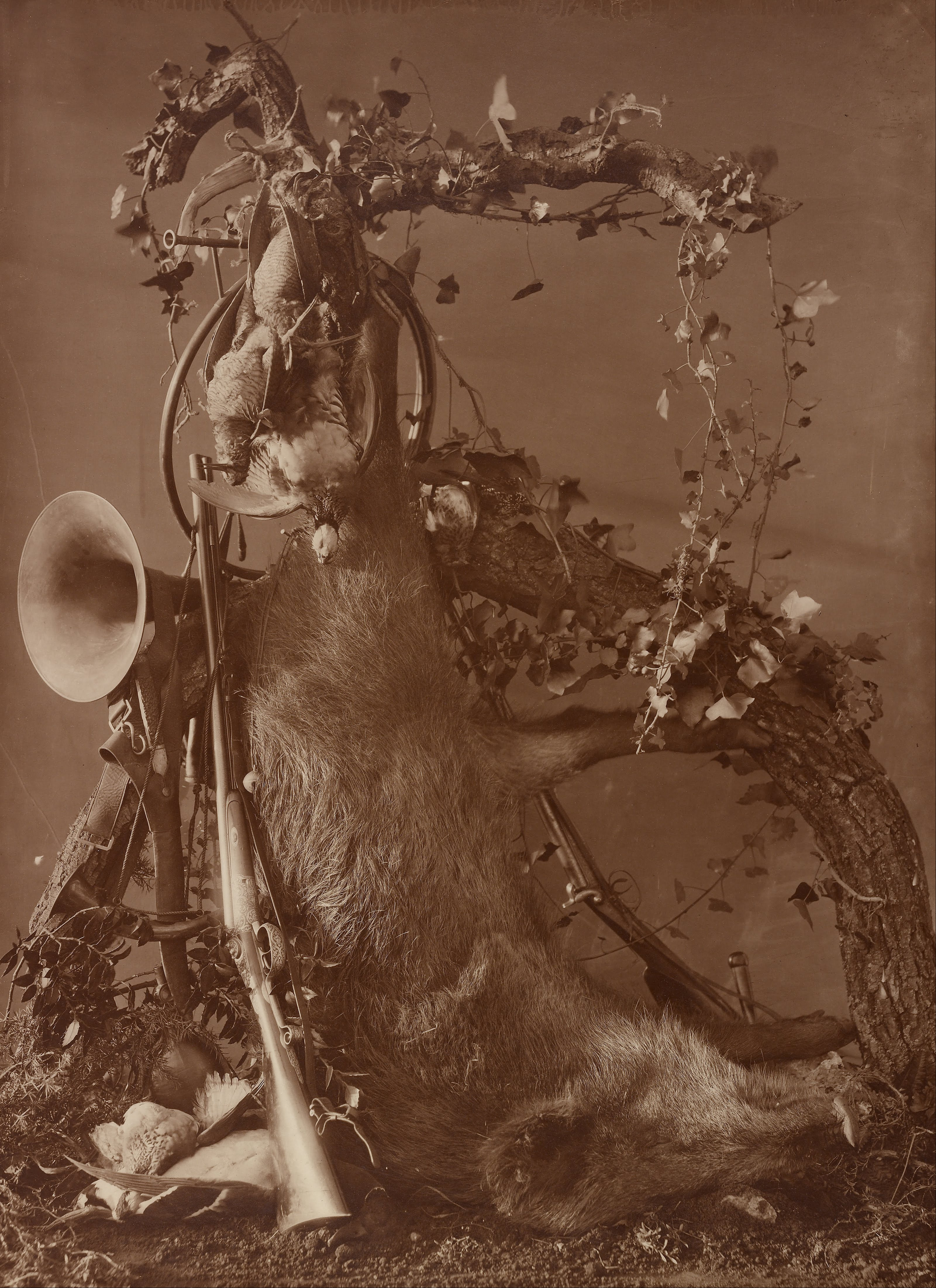
Zátiší s loveckou scénou, 1867

#### Knihy
- Helmut Gernsheim: Geschichte der Photographie – Die ersten Hundert Jahre. Propyläen Verlag, Wien 1983. ISBN 3-549-05213-8
- Michel Frizot (Hrsg): Neue Geschichte der Fotografie. Könemann 2001. ISBN 3-8290-1327-2
- Ute Eskildsen (Hrsg.): Die Brüder Bisson. Aufstieg und Fall eines Fotografenunternehmens im 19. Jahrhundert. Verlag der Kunst 1999. ISBN 90-5705-123-0

#### Články a recenze
- Jacqué, Jacqueline, Le fonds A. Braun in Bulletin de la Société Industrielle de Mulhouse, 1975.
- McCauley, Ann, Art reproductions for the masses in Industrial Madness, New Haven, Londres, Yale University Press, 1994.
- Renié, Pierre-Lin, Braun versus Goupil et quelques autres histoires, la photographie au musée du Louvre au XIX in Etat des lieux, n°2, Bordeaux, musée Goupil, 1999.
- Renié, Pierre-Lin, De l’imprimerie photographique à la photographie imprimée in Études Photographiques, n°20, červen 2007.
- Rosenblum, Naomi, Adolphe Braun, Revisited, Image, vol. 32, n°1, červen 1989.
- Sisson, Thiébault, La maison Braun de Dornach et la photographie au musée du Louvre in La revue alsacienne, 1886, tome 9.

#### Obecné práce
- Bergstein, Mary (dir.), Image and enterprise : the photographs of Adolphe Braun, Londres : Thames & Hudson, 2000.
- Boyer, Laure, La photographie de reproduction d’œuvres d’art au XIX en France, 1839-1919, thèse de doctorat, Institut d’histoire de l’art, université Marc Bloch, Strasbourg, 2004.
- Cartier-Bresson, Anne (dir.), Le vocabulaire technique de la photographie, Paris : Marval, 2008.
- Font-Réaulx, Dominique de, et Bolloch, Joëlle, L'œuvre d'art et sa reproduction, Paris : Musée d'Orsay, 2006.
- Frizot, Michel, Nouvelle histoire de la photographie, Paris : Larousse, 2001.
- Gascar, Pierre, Botanica : photographies de végétaux aux XIX - XX, Paris : Centre national de la photographie, 1987.
- Kempf, Christian, Adolphe Braun et la photographie, 1812-1877, Illkirch-Graffenstaden : Éditions Lucigraphie, 1994.
- Rouillé, André, La Photographie en France. Textes et controverses. Une anthologie, 1816-1871, Paris : Macula, 1989.
- Sébert, Charlène, La reproduction photographique d'œuvres d'art au XIX. L'exemple de la maison Braun & Cie, avec huit albums conservés au musée d'Orsay, Mémoire de Recherche, Université Paris Ouest Nanterre La Défense, sous la direction de Claire Barbillon, 2010.